# Milan Kraft
Milan Kraft (* 17. Januar 1980 in Pilsen, Tschechoslowakei) ist ein ehemaliger tschechischer Eishockeyspieler, der von 2000 bis 2004 insgesamt 215 Spiele für die Pittsburgh Penguins in der National Hockey League (NHL) bestritten hat. Darüber hinaus war er für den HK Awangard Omsk in der russischen Superliga aktiv.

## Karriere
Kraft begann seine Karriere beim HC Plzeň aus seiner Heimatstadt. Bereits in der Saison 1996/97 kam er zu ersten Einsätzen in der Extraliga. Nachdem ihn die Prince Albert Raiders beim CHL Import Draft 1997 in der zweiten Runde als 43. Spieler ausgewählt hatten, wurde er beim NHL Entry Draft 1998 in der ersten Runde an 23. Stelle von der Pittsburgh Penguins gezogen. Daraufhin wechselte er nach Nordamerika, wo er zunächst zwei Jahre bei den Raiders in der Western Hockey League (WHL) spielte. Anschließend wechselte er in das System der Pittsburgh Penguins und kam neben 215 Spielen in der National Hockey League (NHL) auch zu 108 Spielen bei deren Farmteam, den Wilkes-Barre/Scranton Penguins, in der American Hockey League (AHL).
Den Zeitraum des Lockout in der NHL-Saison 2004/05 überbrückte er bei seinem Jugendverein HC Plzeň und dem HC Energie Karlovy Vary in der tschechischen Extraliga. Anschließend kehrte er nicht in die NHL zurück, sondern spielte für den HK Awangard Omsk in der russischen Superliga, bevor er Anfang 2006 nach Karlovy Vary zurück wechselte, wo er bis 2008 blieb. Nachdem er mit den Karlsbadern in seinem letzten Jahr tschechischer Vizemeister geworden war, ging Kraft für ein Jahr zum amtierenden Meister HC Slavia Prag. 2009 schloss er sich den Piráti Chomutov aus der zweitklassigen 1. Liga, die er mit dem Klub 2010 und 2012 gewinnen konnte, wobei 2012 durch die 4:3-Serie in der Relegation gegen den BK Mladá Boleslav der Aufstieg in die Extraliga gelang.

### International
Im Nachwuchsbereich spielte Kraft für Tschechien zunächst bei den U18-Europameisterschaften 1997 und 1998. Mit der tschechischen U20-Auswahl wurde er 2000 Juniorenweltmeister, wobei er im Penaltyschießen des Endspiels gegen die russische Auswahl den entscheidenden Treffer erzielte. Zudem wurde er in das All-Star-Team gewählt und zum besten Stürmer des Turniers gewählt.
Sein einziges großes Turnier für die tschechische Eishockeynationalmannschaft bestritt er bei der Weltmeisterschaft 2004, bei der die Tschechen Fünfte wurden.

## Erfolge und Auszeichnungen
- 2000 Goldmedaille bei der U20-Weltmeisterschaft
- 2000 Bester Stürmer und All-Star-Team bei der U20-Weltmeisterschaft
- 2010 Meister der 1. Liga mit Piráti Chomutov
- 2012 Meister der 1. Liga und Aufstieg in die Extraliga mit Piráti Chomutov

## Karrierestatistik

### International
Vertrat Tschechien bei:
- U18-Europameisterschaft 1997
- U18-Europameisterschaft 1998
- U20-Weltmeisterschaft 2000
- Weltmeisterschaft 2004

(Legende zur Spielerstatistik: Sp oder GP = absolvierte Spiele; T oder G = erzielte Tore; V oder A = erzielte Assists; Pkt oder Pts = erzielte Scorerpunkte; SM oder PIM = erhaltene Strafminuten; +/− = Plus/Minus-Bilanz; PP = erzielte Überzahltore; SH = erzielte Unterzahltore; GW = erzielte Siegtore; 1 Play-downs/Relegation; Kursiv: Statistik nicht vollständig)